# Morbus Pearson
Das Pearson-Syndrom oder Morbus Pearson ist eine Erbkrankheit und gehört zu den Mitochondriopathien. Es ist ein multisystemisches Krankheitsbild auf dem Boden einer Deletion der mitochondrialen DNA (mtDNA).

## Häufigkeit
Die Erkrankung ist sehr selten. In der Literatur wurden bislang weniger als 100 Fälle beschrieben. Die Prävalenz liegt bei weniger als 1/1.000.000. Beide Geschlechter sind etwa gleich häufig betroffen.

## Symptome
Die Erkrankung manifestiert sich im Neugeborenenalter mit einer refraktären  sideroblastischen Anämie und manchmal auch Panzytopenie (Lymphozytopenie, Thrombozytopenie). Die Anämie ist therapierefraktär, so dass manche Patienten transfusionsbedürftig werden. Zudem besteht aufgrund einer Pankreasfibrose eine exokrine Pankreasinsuffizienz, die zu Malabsorption und chronischen Durchfällen führt, sowie eine persistierende oder intermittierende Laktatazidose. Eine variable Beteiligung anderer Organe (Leber, Milz, Herz, Nieren, endokrines System) ist möglich. Eine Leberbeteiligung äußert sich mit Hepatomegalie, Zytolyse und Cholestase. Ein Befall der Nieren ist durch eine Tubulopathie und Aminoazidurie charakterisiert.
Häufig ist auch eine Verzögerung der geistigen Entwicklung. Durch Infektionen oder metabolische Entgleisungen verläuft die Erkrankung im Säuglings- oder frühen Kindesalter häufig letal. Kinder, die dieses Stadium überleben, entwickeln später häufig ein Kearns-Sayre-Syndrom oder Leigh-Syndrom, eine Mitochondriopathie mit progressiver externer Opthalmoplegie und Myopathie.

## Diagnostik
Hinweisend für die Diagnose ist die Vakuolisierung der Granulozyten- und Erythrozytenvorstufen im Knochenmarkausstrich. Mit der Berliner-Blau-Färbung können beringte Sideroblasten nachgewiesen werden. Die endgültige Diagnose eines Pearson-Syndromes wird anhand des Nachweises einer singulären mtDNA-Deletion in Blut DNA gestellt. Das Pearson-Syndrom kommt in den meisten Fällen sporadisch vor.

## Differentialdiagnose
Abzugrenzen ist u. a. das GRACILE-Syndrom oder das Rogers-Syndrom.

## Therapie
Eine ursächliche Therapie ist nicht möglich. Neben einer symptomatischen Therapie (Transfusionen bei Anämie, antibiotische Therapie bei infektiösen Ereignissen, Gabe von Pankreasenzymen (Pankreatin, Rizoenzyme) und die Kontrolle endokriner Störungen) wird derzeit eine Stammzellentherapie erprobt.